# De 7 kristallen bollen
De 7 kristallen bollen (originele Franstalige titel: Les Sept Boules de cristal) is het dertiende album uit de reeks Kuifjestrips van de Belgische scenarist en striptekenaar Hergé (1907-1983). Het is het eerste deel van een tweeluik met De zonnetempel.

## Verhaal
Kuifje bezoekt kapitein Haddock in kasteel Molensloot. De kapitein is geobsedeerd door een goochelaarsnummer waarin water in wijn wordt veranderd. Omdat Haddock wil weten hoe de truc wordt uitgevoerd, neemt hij Kuifje die avond mee naar een variétévoorstelling. Aldaar herkent Kuifje een optredende messenwerper als zijn oude kennis, generaal Alcazar, uit San Theodoros. Het volgende optreden is dat van een helderziende, die midden in de voorstelling een vreemd visioen krijgt: volgens haar is de fotograaf van een onlangs uit de Andes teruggekeerde expeditie ernstig ziek geworden. De vrouw van de fotograaf om wie het gaat zit in het publiek en wordt dan ineens opgeroepen om zo snel mogelijk naar huis te gaan, omdat er inderdaad iets met haar man is. Daar Kuifjes hond Bobbie niet tegen het optreden van Bianca Castafiore kan, verlaten Kuifje en de kapitein tijdelijk hun balkon om generaal Alcazar in zijn kleedkamer op te zoeken. Alcazar vertelt dat hij in Europa messenwerper is geworden nadat zijn rivaal, generaal Tapioca, hem had afgezet en verdreven uit San Theodoros. Tevens stelt hij hen voor aan zijn assistent: de indiaan Chiquito, een van de laatste overgebleven afstammelingen van de Inca's.
De volgende dag vertellen de detectives Jansen en Janssen aan Kuifje dat er nog meer leden van de expeditie getroffen zijn door dezelfde vreemde ziekte: drie van hen zijn, een voor een, in een onverklaarbaar soort coma geraakt. Bij elk slachtoffer werden wat kristallen scherfjes gevonden. Een van de expeditieleden, Max Wulp, herinnert zich een verhaal van een dronken oude indiaan en waarschuwt zijn medeleden weg te blijven bij de ramen, alvorens zelf ook slachtoffer te worden. Ook professor Kwartier wordt voortijdig aangevallen.
Er wordt politiebewaking ingezet, maar in hun onhandigheid verknoeien Jansen en Janssen de bewaking van professor Horn, die ook geveld wordt. De laatste is professor Hippolytus Bergamot, die de mummie van de Inca Rascar Capac, de grote vondst van de expeditie, in huis heeft. Bergamot is tevens een oude vriend van professor Zonnebloem, zodat ze gemakkelijk bij hem kunnen worden geïntroduceerd. Het drietal brengt noodgedwongen de nacht in Bergamots villa door als twee banden van Haddocks auto springen. Dezelfde avond komt er een bolbliksem door de schoorsteen die inslaat op de mummie, die daarop verdampt. Bergamot herinnert zich een profetie dat Rascar Capac "één zou worden met het hemelvuur en de heiligschenners zal straffen", en denkt dat hij nu de volgende zal zijn.
Die nacht krijgen Kuifje, Haddock en Zonnebloem tegelijkertijd dezelfde droom: Rascar Capac dringt hun kamer binnen en hij gooit een kristallen bol die hij in zijn handen heeft aan scherven. Als ze wakker worden, blijkt Bergamot als laatste van de zeven geleerden in de vreemde coma te zijn gebracht; naast zijn bed liggen weer de beruchte kristalscherven. De aanvaller was via de schoorsteen binnengedrongen en heeft de juwelen van Rascar Capac meegenomen. De politiemannen die het huis bewaken, schieten op de vluchtende man en raken hem, maar hij weet toch te ontkomen.
De zeven slachtoffers lijken hierna op vaste tijdstippen en tegelijkertijd, een soort hallucinatie te krijgen, waarbij ze hevige pijn en angst lijden. De zaak wordt nog gecompliceerder en geheimzinniger als Zonnebloem de tuin van de villa in gaat en daar de armband van Rascar Capac vindt, waarna hij ineens spoorloos verdwijnt. Kuifje en Haddock ontdekken dat de insluiper zich gisterennacht in een boom verborgen had en dat hij waarschijnlijk ook degene is die Zonnebloem ontvoerd heeft. De ontvoerder vlucht echter weg in een zwarte auto. De politie zet een blokkade op, maar de criminelen wisselen van auto, zodat ze de blokkade ongemerkt passeren. De zwarte auto wordt in een bos gevonden en vermoedt wordt dat de nieuwe auto van Zonnebloems ontvoerders beige is. Een agent herinnert zich een beige auto, met een Zuid-Amerikaan en een indiaan erin.
Na een bericht dat de auto gezien is in Saint-Nazaire gaan Kuifje en de kapitein erheen. Het wrak van de auto is opgevist uit het water, maar van de ontvoerders ontbreekt ieder spoor. In de haven loopt Kuifje generaal Alcazar tegen het lijf, die naar San Theodoros terugkeert, aangezien zijn assistent Chiquito hem onverwachts in de steek gelaten heeft. Kuifje merkt op dat de gelijktijdige verdwijning van Zonnebloem en Chiquito wel erg typisch is.
Haddock en Kuifje besluiten naar La Rochelle af te reizen, in de hoop daar meer aanwijzingen te vinden. Aldaar bezoeken ze Haddocks oude vriend, kapitein Chester. Deze blijkt al vertrokken te zijn, maar Kuifje en Haddock stuiten in de haven bij toeval op Zonnebloems hoed. Zodoende weten ze dat ze op het goede spoor zijn. Zonnebloem lijkt te zijn meegenomen aan boord van de Pachacamac, die net naar Peru is vertrokken. Kuifje en kapitein Haddock gaan meteen per vliegtuig naar Peru, om de politie aldaar in te lichten.

## Achtergronden
Het verhaal werd voor het eerst gedeeltelijk gepubliceerd in Le Soir Jeunesse, de jeugdbijlage van het toonaangevende Belgische dagblad Le Soir, van 16 december 1943 tot 2 september 1944. Van 6 mei tot 6 juli werd de publicatie onderbroken wegens ziekte van Hergé. Bij de bevrijding van Brussel in september 1944 werd de publicatie opnieuw stopgezet. Het was toen voor driekwart gepubliceerd. Veel medewerkers van de krant werden gearresteerd en in beschuldiging van collaboratie gesteld. Hergé kreeg een beroepsverbod van twee jaar. Op 26 september 1946 werd de publicatie van het verhaal in kleur voortgezet in de nieuwe weekbladen Kuifje en de Franstalige tegenhanger hiervan, Tintin. Het verhaal werd op dat moment in het Frans gepubliceerd onder de titel Le temple du soleil, die later alleen aan het tweede album is gegeven. In 1948 werd het in het Frans voor het eerst als album uitgegeven.
Het verhaal bevat duidelijk elementen van een detective, naast enkele bovennatuurlijke en occulte elementen zoals de vuurbal in het huis van Bergamot. Tegelijk ademt het een onheilspellende sfeer van grote angst en onzekerheid, die typerend is voor de tijd waarin Hergé het verhaal tekende (namelijk midden in de Tweede Wereldoorlog). Het verhaal vertoont verder enige overeenkomst met The 39 Steps, een film van Alfred Hitchcock uit 1935. Ook hier contrasteren de vrolijkheid en het amusement van een variététheater met de beklemmende sfeer eromheen.

### Inspiratiebronnen
De locomotief in het eerste plaatje is een weergave van een in 1930 in België gefabriceerde stoomlocomotief van het 'Type 5 Mikado'. Het gele vliegtuig waarmee Kuifje en kapitein Haddock naar Zuid-Amerika vliegen is een Short S-25 Sunderland MKIII.
Volgens biograaf Philippe Goddin is de Incamummie van Rascar Capac een uitvinding van Hergé zelf. Twee instellingen, het Museum Kunst & Geschiedenis in Brussel en dierenpark Pairi Daiza, beweren echter dé referentie voor Rascar Capac in hun collectie te hebben. Volgens Goddin is zeker die laatste geen bron geweest voor Rascar Capac. De mummie fungeerde wel als voorbeeld in de tentoonstelling Het imaginair museum van Kuifje in 1979 in het Paleis voor Schone Kunsten. Het Brusselse geschiedenismuseum hield in 1926 een expositie waarin hun mummie naast twee andere te zien was en stelt die sinds eind de 20ste eeuw opnieuw tentoon. In de tussentijd was die niet opgesteld, dus ook niet ten tijde van het maken van De 7 kristallen bollen. Voor de pose van Rascar Capac, met de knieën opgetrokken, baseerde Hergé zich waarschijnlijk op zijn encyclopedisch woordenboek Larousse du XXe siècle. Voor de sieraden die de mummie draagt, liet Hergé zich inspireren door zijn documentatie, maar hij permitteerde zich daarbij wat vrijheden. Zo had het hoofddeksel van de mummie aanvankelijk een vogel met opengesperde vleugels, wat echter nog nooit werd aangetroffen. In de hertekende versie paste Hergé de mummie aan aan de stand van de wetenschap.
Professor Bergamot is geïnspireerd op de Belgische egyptoloog Jean Capart.
De naam Pachacamac verwijst oorspronkelijk naar de belangrijkste godheid van de Inca's.

## Bewerkingen

### Film: De zonnetempel
In 1969 kwam De zonnetempel uit, een Belgische animatiefilm gebaseerd op De 7 kristallen bollen en het volgende album, De zonnetempel. De film werd geproduceerd door Belvision.

### Musical:Kuifje: De Zonnetempel
Kuifje: De Zonnetempel is een musical die in 2001 in première ging. Het is gebaseerd op dit album en het album De zonnetempel De musical werd geregisseerd door Frank Van Laecke en werd geproduceerd door Tabas&Co en Moulinsart. In 2002 verscheen er een Franstalige versie van.